# Степанов, Эдуард Александрович
Эдуа́рд Алекса́ндрович Степа́нов (1929—2007) — советский и российский хирург, академик РАМН, профессор, один из ведущих детских хирургов России.

## Биография
- В 1953 году Эдуард Александрович окончил 2-й Московский государственный медицинский институт имени Н. И. Пирогова.
- В 1955 году — окончил клиническую ординатуру на кафедре детской хирургии института. Был учеником профессора С. Д. Терновского.
- С 1955 по 1961 год был заведующим отделением торакальной хирургии в Детской городской клинической больнице № 13 имени Н. Ф. Филатова.
- В 1961—1966 годах — работал ассистентом.
- В 1966—1972 — стал доцентом кафедры детской хирургии 2-го Московского государственного медицинского института имени Н. И. Пирогова.
- С 1972 года время Эдуард Александрович был профессором кафедры хирургических болезней детского возраста с курсами эндоскопической хирургии в педиатрии и детской урологии-андрологии ФУВ Российского государственного медицинского университета имени Н. И. Пирогова[1].

- В 1982—1992 годах — главный внештатный детский хирург Министерства здравоохранения СССР.

- В 1992 году избран заместителем Председателя Президиума Российской ассоциации. Эдуард Александрович был член редколлегии журнала «Хирургия» им. И. И. Грекова.

- В 1993 году профессор Э. А. Степанов избран член-корреспондентом.

- С 1994 года на протяжении 10 лет Эдуард Александрович возглавлял секцию детских хирургов Москвы и Московской области Московского общества хирургов, являясь её Председателем.

- с 1997 года — заместителем главного редактора журнала «Детская хирургия».

- В 1999 году — избран действительным членом Российской академии медицинских наук.

Сфера его хирургических интересов обширна — торакальная и абдоминальная хирургия, урология и колопроктология, хирургическая гепатология и гастроэнтерология. С большой любовью он относится к хирургии новорождённых.

## Научная деятельность
Под руководством Э. А. Степанова защищена 61 диссертация — 16 докторских и 45 кандидатских. Он автор более 300 работ по различным разделам детской хирургии, среди них 13 учебников, монографий и руководств, главы в монографиях, статьи в журналах, научных сборниках, методические рекомендации. Он автор 8 изобретений и 18 рационализаторских предложений отраслевого значения.

- В 1960 году Э. А. Степанов защитил кандидатскую диссертацию на тему «Нейрогенные опухоли средостения»[3].

- В 1963 году защитил кандидатскую диссертацию на тему: «Клиника и хирургическое лечение нейрогенных опухолей средостения у детей».

- В 1971 году — защитил докторскую на тему "Опухоли грудной полости . На эту же тему в 1972 году Ю. Ф. Исаковым и Э. А. Степановым написана монография, обобщившая большой опыт диагностики и лечения опухолей и кист средостения.

- В 1978 году опубликовал монографии «Стафилококковая деструкция лёгких у детей»[3].

- В 1972 году — защитил докторскую диссертацию «Первичные опухоли и кисты средостения у детей и их хирургическое лечение».

- В 1974 году впервые отражены основные положения диссертаций в монографии «Опухоли и кисты грудной полости у детей».

## Награды и премии
- В 1977 году Э. А. Степанов удостоен академической премии имени С. И. Спасокукоцкого АМН СССР[2].
- В 1985 году — стал лауреатом Государственной премии СССР за разработку и внедрение в клиническую практику новых методов проведения операций с использованием магнито-механических систем при заболеваниях желудочно-кишечного тракта и деформациях грудной клетки ряд сотрудников кафедры детской хирургии[4].
- В 1996 году среди лауреатов академической премии имени С. Д. Терновского РАМН, присуждённой за внедрение и применение новых технологий в детской хирургии, Эдуард Александрович Степанов.
- В 1997 году ему присуждено звание «Заслуженный врач Российской Федерации».
- В 2000 году Эдуард Александрович он со своими учениками удостоен премии Правительства Российской Федерации за разработку и внедрение в практику здравоохранения реконструктивной и пластической хирургии пищевода у детей[2].

## Семья
- Отец — Степанов Александр Титович (1902—1981)
- Мать — Степанова Любовь Ильинична (1907—1979)
- Супруга — Щеголева Раиса Дмитриевна (1927)
- Дочь — Нецветаева Татьяна Эдуардовна (1952)
- Сын — Степанов Алексей Эдуардович (1963)